# Carmen (Davao del Norte)
Carmen è una municipalità di seconda classe delle Filippine, situata nella Provincia di Davao del Norte, nella Regione del Davao.
Carmen è formata da 20 baranggay:
- Alejal
- Anibongan
- Asuncion (Cuatro-Cuatro)
- Cebulano
- Guadalupe
- Ising (Pob.)
- La Paz
- Mabaus
- Mabuhay
- Magsaysay
- Mangalcal
- Minda
- New Camiling
- Salvacion
- San Isidro
- Santo Niño
- Taba
- Tibulao
- Tubod
- Tuganay